# Huis Stolberg-Gedern
Het huis Stolberg-Gedern was van 1672 tot 1804 een zijtak van het huis Stolberg.
Graaf Hendrik Ernst regeerde sinds 1638 gemeenschappelijk met zijn broer Johan Martin. In 1645 werden de bezittingen verdeeld, waarbij Hendrik Ernst het graafschap Wernigerode, het aandeel in het graafschap Hohnstein, Gedern, Schwarza en Ilsenburg kreeg. Dit waren verspreide bezittingen: Gedern een deel van het sterk verdeelde graafschap Königstein en Schwarza een  gebiedje in Thüringen, dat oorspronkelijk deel uitmaakte van het vorstelijk graafschap Henneberg.
Na de dood van Hendrik Ernst in 1672 deelden zijn zoons:
- Ernst kreeg Wernigerode en Ilsenburg
- Lodewijk Christiaan kreeg Gedern, Schwarza en het aandeel in Honstein.

Beide broers overleden in 1710, de oudste zonder opvolgers. De drie zonen van Lodewijk Christiaan verdeelden de gebieden van hun vader en hun oom:
- Christiaan Ernst kreeg het graafschap Wernigerode
- Frederik Karel kreeg Gedern (uitgestorven in 1804)
- Hendrik August kreeg Schwarza (uitgestorven in 1748)

Frederik Karel werd op 18 februari 1742 verheven tot rijksvorst. 
Na het uitsterven van Schwarza in 1748 viel dat deel aan Stolberg-Wernigerode.
Frederik Karel werd na zijn dood in 1767 opgevolgd door zijn kleinzoon Karel Hendrik. Met hem stierf het huis Stolberg-Gedern
in 1804 uit, waarna ook dit gebied aan de tak Stolberg-Wernigerode viel.
Artikel 24 van de Rijnbondakte van 12 juli 1806 stelt het deel van het graafschap Königstein dat in bezit was van de vorst van Stolberg-Gedern onder de soevereiniteit van het groothertogdom Hessen-Darmstadt: de mediatisering.
Bij een grensverdrag in 1806 tussen Hessen-Darmstadt en het vorstendom Isenburg werd Gedern afgestaan aan Isenburg. Na de napoleontische nederlagen kwam het vorstendom Isenburg in 1813 eerst onder Oostenrijks bestuur. Het Congres van Wenen in 1815 voegde Isenburg bij Hessen-Darmstadt, zodat uiteindelijk het hele Stolbergse aandeel in Königstein een gemediatiseerd land binnen Hessen-Darmstadt werd.